# Ctenotus rhabdotus
Ctenotus rhabdotus (кімберлійський гребневухий сцинк) — вид сцинкоподібних ящірок родини сцинкових (Scincidae). Ендемік Австралії. Описаний у 2017 році.

## Поширення і екологія
Кімберлійські гребневухі сцинки мешкають на півдні регіону Кімберлі та на півночі пустелі Танамі в Західній Австралії, а також в басейні річки Вікторії на Північній Території. 